# Палимпсест

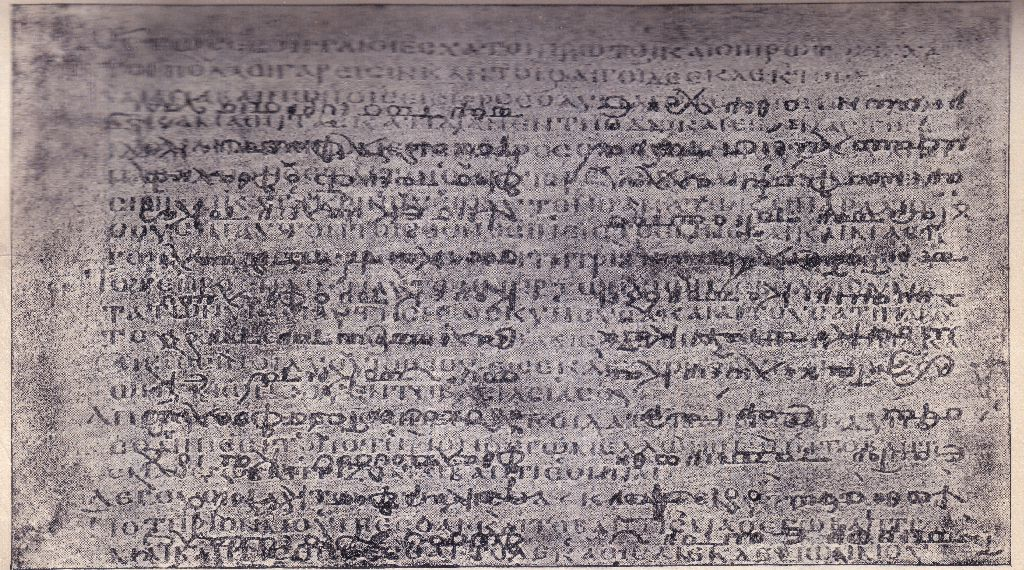
Фрагмент «Ефремова кодекса» с Евангелием от Матфея, 20:16—23. Французская национальная библиотека

Палимпсе́ст (греч. παλίμψηστον, от πάλιν — «вновь» и ψάιω — «скоблю, скребу»; лат. palimpsēstus (codex)) — в древности так обозначалась рукопись, написанная на пергаменте, уже бывшем в подобном употреблении. Позже это понятие было распространено и на наскальные росписи первобытного искусства, когда на стенах с полустёршимися от времени росписями наносили новые изображения. Этот принцип использовали и средневековые мастера, когда по старым росписям в храмах или иконным изображениям писали новые.

## Общие сведения
Палимпсесты были вызваны дороговизной писчего материала, которая приводила к его неоднократному использованию. Одним из древнейших палимпсестов является «Ефремов кодекс» V века.
При помощи новейших технических средств (фотографирование в ультрафиолетовых лучах, томография) предыдущие записи иногда удаётся прочесть. Так, в 1926 году стал широко известен Лейденский палимпсест, то есть пергаментная книга, на которую в конце X века занесли текст Софокла, а ещё через четыре столетия его соскоблили, чтобы написать на освободившихся полутора сотнях страниц сочинения религиозного характера. Лейденский палимпсест с восстановленным текстом является древнейшим источником для современных изданий Софокла.
Особый случай палимпсеста — гиперпалимпсест. Этот термин ввёл А. Зализняк для Новгородского кодекса, в котором десятки или сотни текстов наложились друг на друга и поэтому чрезвычайно трудно их восстановить (технических средств, облегчающих эту работу, пока не существует).
Понимаемый в метафорическом или обобщённом смысле слова, в эпоху постмодерна палимпсест постепенно сделался синонимом культуры вообще. В самом общем представлении, поздняя литература, музыка, живопись и даже архитектура цивилизации состоит из постепенно нарастающих друг на друге временны́х пластов, старые артефакты не стираются, буквально всё может идти в ход, новые достижения очень быстро превращаются в традицию, а процесс создания идёт параллельно и одновременно с процессом разрушения. Словно подытоживая два десятка веков развития культуры нынешнего времени, можно выразить их предельно кратко, словами писателя: «Мы все пишем по чужой рукописи, и всё, что мы печатаем, — палимпсест».

## Известные примеры

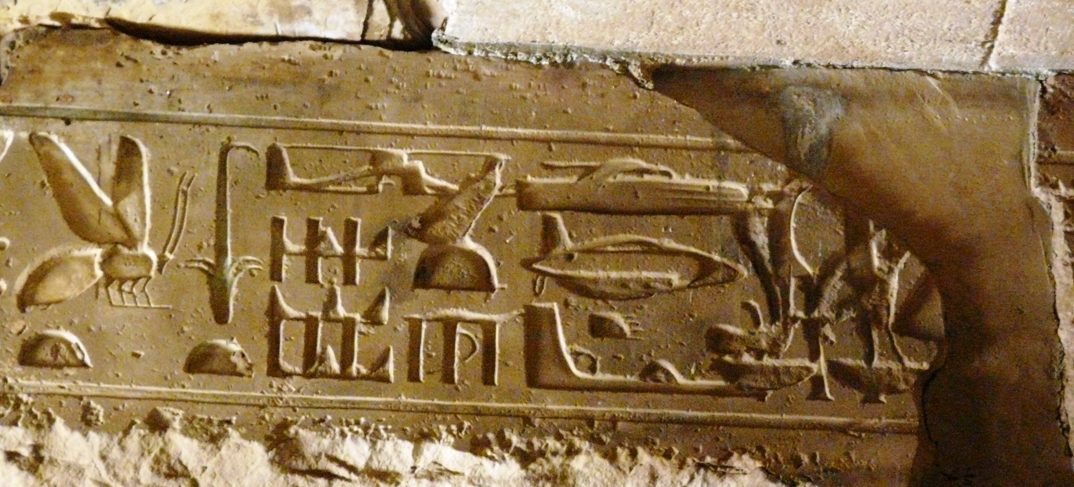
Абидосские иероглифы, ошибочно принимающиеся за изобретения современности — результат палимпсеста в связи с узурпацией надписи Рамсесом II

- Абидосские иероглифы
- Нитрийский кодекс
- Дублинский кодекс
- Закинфский кодекс
- Палимпсест Архимеда
- Кодекс Феодосия